# Cratere Hall (Fobos)
Hall è un cratere sulla superficie di Fobos.
Il cratere è dedicato all'astronomo statunitense Asaph Hall.